# Ричмонд (округ, Северная Каролина)
Округ Ричмонд (англ. Richmond County) располагается в США, штате Северная Каролина. Официально образован в 1779 году. По состоянию на 2010 год, численность населения составляла 46 639 человек. Получил своё название в честь британского политического и военного деятеля Чарлза Леннокса, 3-го герцога Ричмондского.

## География
По данным Бюро переписи США, общая площадь округа равняется 1243 км², из которых 1228 км² суша и 16 км² или 1,17 % это водоёмы.

## Население
По данным переписи населения 2000 года в округе проживает 46 564 жителей в составе 17 873 домашних хозяйств и 12 582 семей. Плотность населения составляет 38,00 человек на км2. На территории округа насчитывается 19 886 жилых строений, при плотности застройки около 16-ти строений на км2. Расовый состав населения: белые — 64,84 %, афроамериканцы — 30,53 %, коренные американцы (индейцы) — 1,65 %, азиаты — 0,68 %, гавайцы — 0,03 %, представители других рас — 1,08 %, представители двух или более рас — 1,18 %. Испаноязычные составляли 2,83 % населения независимо от расы.
В составе 32,10 % из общего числа домашних хозяйств проживают дети в возрасте до 18 лет, 48,30 % домашних хозяйств представляют собой супружеские пары проживающие вместе, 17,00 % домашних хозяйств представляют собой одиноких женщин без супруга, 29,60 % домашних хозяйств не имеют отношения к семьям, 26,30 % домашних хозяйств состоят из одного человека, 11,20 % домашних хозяйств состоят из престарелых (65 лет и старше), проживающих в одиночестве. Средний размер домашнего хозяйства составляет 2,51 человека, и средний размер семьи 3,01 человека.
Возрастной состав округа: 25,80 % моложе 18 лет, 10,10 % от 18 до 24, 27,70 % от 25 до 44, 22,80 % от 45 до 64 и 22,80 % от 65 и старше. Средний возраст жителя округа 36 лет. На каждые 100 женщин приходится 96,30 мужчин. На каждые 100 женщин старше 18 лет приходится 92,70 мужчин.
Средний доход на домохозяйство в округе составлял 28 830 USD, на семью — 35 226 USD. Среднестатистический заработок мужчины был 27 308 USD против 20 453 USD для женщины. Доход на душу населения составлял 14 485 USD. Около 15,90 % семей и 19,60 % общего населения находились ниже черты бедности, в том числе — 26,70 % молодежи (тех, кому ещё не исполнилось 18 лет) и 18,90 % тех, кому было уже больше 65 лет.